# باشگاه الریان(هندبال)
تیم هندبال الریان (به انگلیسی:(lang-ar) به عربی :(الریان لكرة اليد فريق)) تیم هندبال تیم باشگاه ورزشی الریان است، یک باشگاه چند ورزشی مستقر در ام الافایی در  شهر الریان، قطر.  در حال حاضر در لیگ هندبال قطر (QHL) رقابت می کند.  این تیم به طور رسمی در سال ۱۹۷۸، یازده سال پس از تأسیس باشگاه ورزشی، تأسیس شد. این تیم قبلاً در یک مورد در سال ۲۰۱۲ قهرمان قاره آسیا شد در هندبال قهرمانی باشگاه های آسیا شده بود و در دوره بعدی به باشگاه قطری الجیش در فینال شکست خورد و نایب قهرمان شد.

## تاریخچه
هندبال از سال ۱۹۶۲ قبل از تأسیس رسمی الریان در باشگاه ورزشی الریان بازی می شد.  در سال ۱۹۷۸، این تیم به طور رسمی تشکیل شد و پس از آن توسط رشید حمامی تونسی به طور موقت برای حدود یک ماه، قبل از رسیدن حسن ابوالفضل به عنوان سرمربی جدید، سرپرستی شد.  او ۱۳ سال مربی تیم بود و در باشگاه زندگی کرد.  در اصل، راه اندازی یک تیم هندبال در قطر بسیار دشوار بود، زیرا هیچ امکانات ویژه ای برای آن طراحی نشده بود و متقاعد کردن بچه ها برای پیوستن به تیم های جوانان سخت بود، زیرا این دوره ای بود که فوتبال در آن محبوبیت زیادی داشت.  به دلیل کمبود بازیکنان باتجربه هندبال در منطقه، مفهوم تأسیس رسمی تیم هندبال در ابتدا توسط مدیران باشگاه منع شد.
در طول سال ها، الریان به لطف مدیر وقت باشگاه، علی بن سعید، که از حسن ابوالفضل و کاپیتان تیم، موسی رضا نیز کمک گرفت، تیم قدرتمندی ساخت.  علی بن سعید، کویتی، در سال ۱۹۷۸ با دوست دوران کودکی اش به نام مطر امان آشنا شد. مطر که ۱۵ سال در امارات متحده عربی بود، اکنون به صورت حرفه ای هندبال بازی می کند و به همراه برادرانش عبدالله و فهد به باشگاه جذب شده است.

## افتخارات
- لیگ هندبال قطر

برندگان (14): 1981-82، 1983-1984، 1984-85، 1986-87، 1990-91، 1992-93، 1997-98، 1998-99، 1999-2000،  03، 05–2004، 08–2007، 10–2009، 12–2011
- قهرمانی هندبال باشگاه های عرب

برندگان (1): 2000
- قهرمانی هندبال لیگ باشگاه های آسیا

برندگان (1): 2012
- جام های جوانان (3):

"U-18:" 3